# Laye du Nord
La Laye du Nord est un cours d'eau français qui coule dans le département du Loiret. C'est un affluent de l'Essonne en rive droite, donc un sous-affluent de la Seine.

## Géographie
La Laye du Nord présente une longueur de 19,2 kilomètres. Il prend sa source dans la commune de Loury, à une altitude de 141 m, et se jette dans l'Essonne, dans la commune de Attray, à une altitude de 106 m. Le cours d'eau présente ainsi une pente hydraulique de 1,8 mm/m. Il s'écoule globalement du sud vers le nord.

### Communes traversées
La Laye du Nord traverse 7 communes, soit de l'amont vers l'aval : Loury, Neuville-aux-Bois, Chilleurs-aux-Bois, Montigny, Mareau-aux-Bois, Santeau, Attray

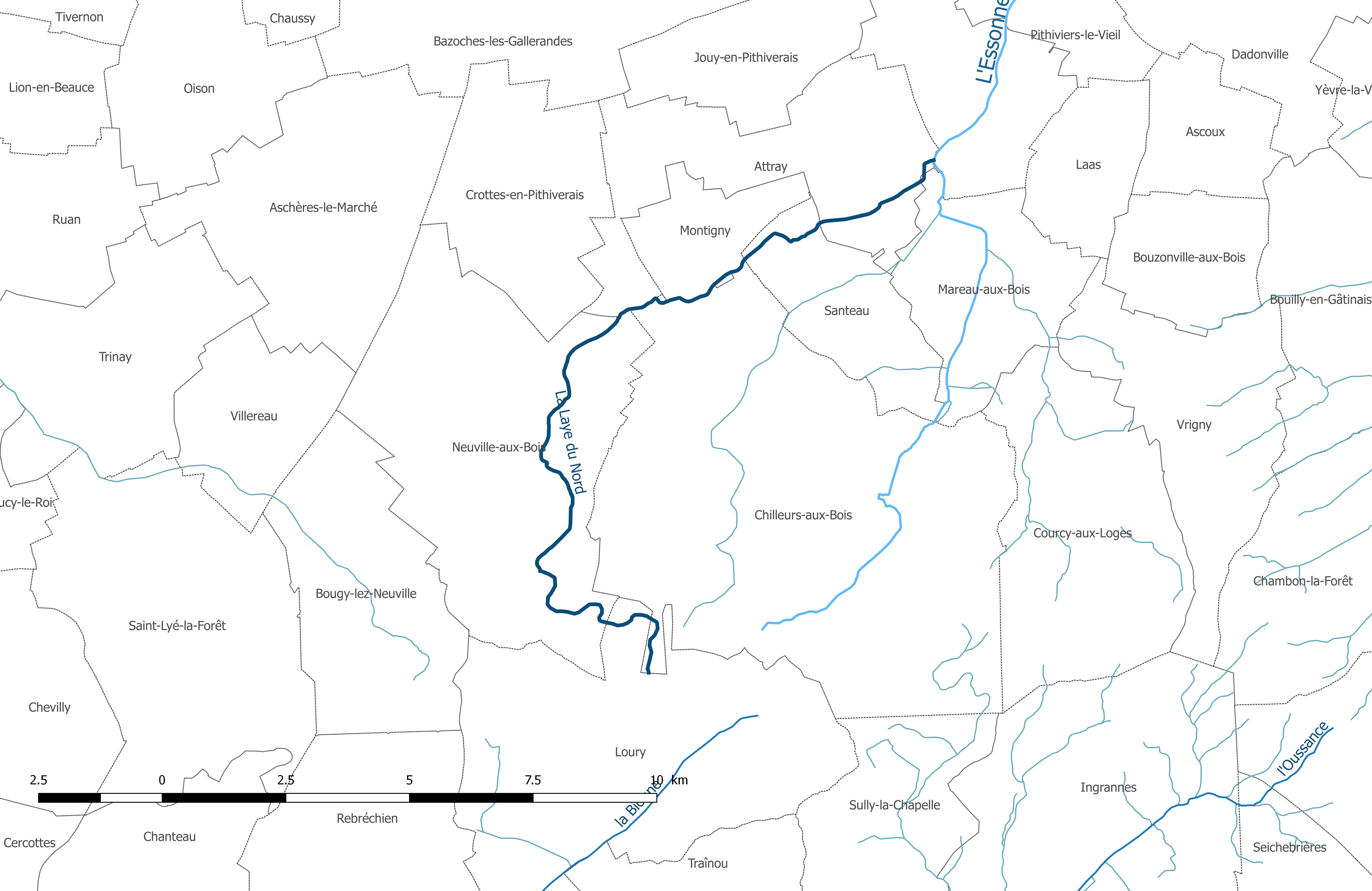
Cours d'eau la Laye du Nord.

### Bassin versant
Son bassin versant correspond à la zone hydrographique « l'huillard de sa source au confluent de la bezonde (exclu) (f424) », au sein du bassin DCE plus large « La Loire, les cours d'eau côtiers vendéens et bretons ». Ce dernier s'étend sur 299 km2. Il est constitué à 77.00 % de « territoires agricoles », 17.92 % de « forêts et milieux semi-naturels » et à 4.95 % de « territoires artificialisés ».

## Pêche et peuplements piscicoles
La catégorie piscicole est un classement juridique des cours d'eau en fonction des groupes de poissons dominants. Un arrêté réglementaire préfectoral permanent reprend l’ensemble des dispositions applicables en matière de pêche dans le département du Loiret en les différenciant selon les catégories piscicoles. La Laye du Nord est classé en deuxième catégorie, c'est-à-dire que l'espèce biologique dominante est constituée essentiellement de poissons blancs (cyprinidés) (donc rivière cyprinicole) et de carnassiers (brochet, sandre et perche).

## Gouvernance

### Échelle du bassin
En France, la gestion de l’eau, soumise à une législation nationale et à des directives européennes, se décline par bassin hydrographique, au nombre de sept en France métropolitaine, échelle cohérente écologiquement et adaptée à une gestion des ressources en eau. La Laye du Nord est sur le territoire du bassin Seine-Normandie et l'organisme de gestion à l'échelle du bassin est l'agence de l'eau Seine-Normandie. 

### Échelle locale
En 2017, La Laye du Nord était gérée au niveau local par le Syndicat mixte de l'Oeuf, de la Rimarde et de l'Essonne (SMORE).